# Eduard Brendler
Frans Fredrik Eduard Brendler, född 4 november 1800 i Dresden, död 16 augusti 1831, var en svensk-tysk tonsättare.

## Biografi
Brendler föddes i Dresden som son till Johann Franz Brendler och hans hustru Henriette Louise Stölzel. Fadern flyttade i Brendlers barndom över till Sverige och blev hovkapellist i Göteborg.
Fadern hade bestämt köpmansyrket för sin son och satte honom, trots att han redan visat ovanliga anlag för musik, på ett handelskontor i Visby. Här stannade den unge Brendler fram till 1823, då han återkom till Stockholm och vann allmänt bifall som flöjtist i Harmoniska Sällskapets orkester och bosatte sig i huvudstaden som musiklärare. 
Han framträdde snart även som kompositör och vann stor uppskattning även här. Bland hans främsta verk kan nämnas större delen av musiken till operan Ryno (senare fullbordad av Oscar I), melodramerna Spastaras död med text av Bengt Lidner, samt Edmund och Clara, en symfoni för stor orkester, samt en mängd pianokompositioner och sånger, varav Amanda, en tonsättning av Erik Johan Stagnelius dikt torde vara en av de mer kända.
Han avled 1831, kort efter att ha blivit invald som ledamot 266 av Kungliga Musikaliska Akademien.